# Ernest Schelling

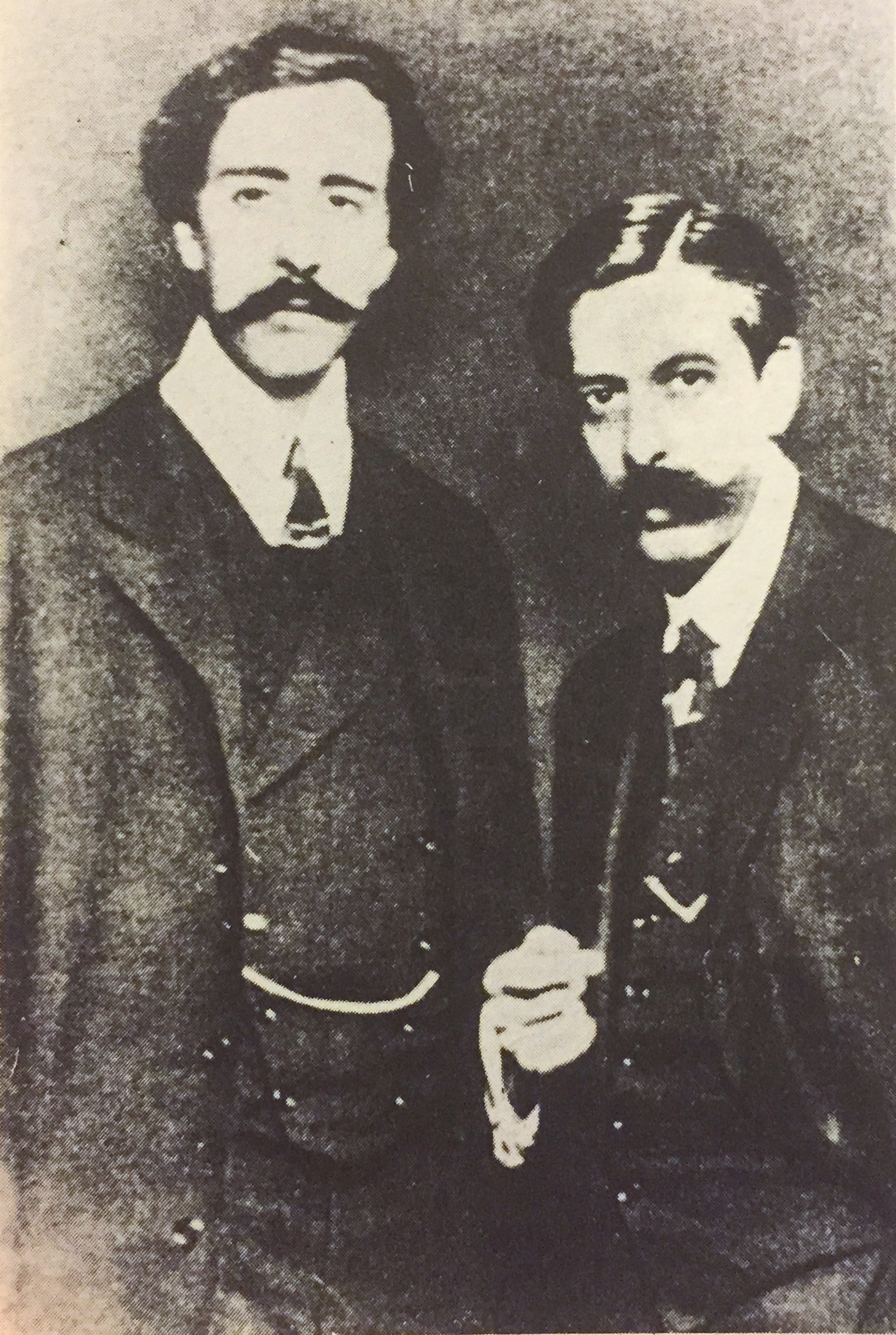
Schelling amb Enric Granados el 1916

Ernest Schelling (Belvidere (Nova Jersey), 26 de juliol de 1876 - Nova York 8 de desembre de 1939), va ser un compositor i pianista estatunidenc.
Va ser amic d'Enric Granados a qui va ajudar a introduir-se als Estats Units i estrenar l'òpera Goyescas el 1916.

## Biografia
Va estudiar música amb el seu pare i va fer el seu debut com a pianista a l'Acadèmia de Música de Filadèlfia a l'edat de quatre anys. Quan tenia set anys es va desplaçar a Europa per estudiar música. Va ser admès al Conservatori de París on va treballar amb grans professors com Goetschius, Huber, Barth, Moszkowski i Leschetizky. A l'edat de vint anys va començar a estudiar amb Ignace Paderewski esdevenint el seu únic pupil durant tres anys. Aquest fet va crear un lligam d'amistat entre els dos músics per a la resta de les seves vides. A principis del segle XX Schelling va fer diferents tours per Europa, Sud i Nord-amèrica amb gran èxit i guanyant-se una bona reputació com a pianista brillant. Aleshores va obtenir el lloc de músic de cort de la duquessa de Mecklenburg-Schwerin i va començar a compondre.
El 1924 va esdevenir director de la Young Pleople's Concerts de la New York Philarmonic Symphonic Society, feina a la que es dedicaria la resta de la seva vida. De 1936 a 1938 també va treballar com a director de la Baltimore Simphony Orchestra.
Va ser un amic de molts grans músics americans i europeus, incloent Enric Granados, Fritz Kreisler i Josef Hofmann, molts dels quals va convidar als Estats Units.
Va morir a Nova York el 8 de desembre de 1939.